# Paris–Limoges
Paris–Limoges war ein französischer Wettbewerb im Straßenradsport, der als Eintagesrennen für Berufsfahrer veranstaltet wurde.

## Geschichte
Das Radrennen Paris–Limoges wurde 1927 begründet und fand bis 1976 zwischen den Städten Paris und Limoges statt. Das Rennen hatte 27 Ausgaben. 1976 wurde das Rennen in zwei Etappen gefahren. Erfolgreichster Fahrer war Julien Moineau mit drei Siegen.

## Palmarès
- 1927  Antonin Magne
- 1928  René Gérard
- 1929  Antonin Magne
- 1930  Julien Moineau
- 1931  Émile Joly
- 1932  Julien Moineau
- 1933  Julien Moineau
- 1934  Lucien Weiss
- 1935  Émile Decroix
- 1936  Albert Gabard
- 1937  René Walschot
- 1938  André Dumont
- 1939  Adolphe Braeckeveldt
- 1940–1944 nicht ausgetragen
- 1945  Éloi Tassin
- 1946  Jacques Geus
- 1947  Roger Chupin
- 1948  Louis Caput
- 1949  Roger Pontet
- 1950  Serge Blusson
- 1951  Georges Meunier
- 1952  Nello Lauredi
- 1953  Charles Coste
- 1954  Valentin Huot
- 1955  Louis Caput
- 1956  Claude Le Ber
- 1957  René Privat
- 1958–1975 nicht ausgetragen
- 1976  Maurice Le Guilloux